# Kœnigsmark (film, 1923)
Pour les articles homonymes, voir Kœnigsmark.
Pour plus de détails, voir Fiche technique et Distribution.
Kœnigsmark est un film français de Léonce Perret, sorti en 1923, adapté du roman éponyme de Pierre Benoit.

## Synopsis
Aurore est mariée au grand duc Rodolphe. Parti en Afrique, il est donné pour mort et c'est son frère Frédéric qui lui succède. Raoul Vignerte, précepteur français du jeune prince, découvre par hasard dans le château le cadavre du prince Rodolphe.

## Fiche technique
- Titre : Kœnigsmark
- Réalisation : Léonce Perret
- Assistant : Henri Ménessier et Joseph Coënon
- Scénario : Léonce Perret et René Champigny d'après le roman de Pierre Benoit
- Décors : Georges Jacouty et Pierre Becker
- Costumes : Boué Sœurs et Léon Bakst
- Photographie : Jacques Bizeul et Gustave Preiss
- Musique nouvelle : Jean Déré
- Adaptation musicale : Joseph E. Szyfer
- Production : Société des Films Radia et Compagnie française de Cinématographie
- Distribution : Pathé-Consortium-Cinéma
- Lieu du tournage : de juillet à octobre 1922 en Bavière/Allemagne, principalement dans le château de Hohenschwangau, puis à Paris
- Pays de production :  France
- Langue originale : français
- Format : noir et blanc — 35 mm — 1,37:1 — Muet
- Genre : drame
- Date de sortie : France : 16 novembre 1923

## Distribution
- Huguette Duflos : la grande-duchesse Aurore de Lautenbourg
- Jaque Catelain : Raoul Vignerte
- Marcya Capri : Mélusine de Graffenfried
- Georges Vaultier : le grand-duc Frédéric de Lautenbourg
- Ivan Petrovitch : le lieutenant de Hagen
- Henry Houry : le grand-duc Rodolphe
- Renée Sylvaire : Nini
- André Liabel : le baron de Boose
- Paul Vermoyal : Cyrus Beck
- Clara Tambour : Totoche
- Maurice Lehmann : Philippe de Koenigsmark
- Julio de Romero : le prince Tumène
- Karl Heyl : le roi Stephen II
- Princesse Khotchakidze : la comtesse de Platen
- Suzanne Valrose : Sophie-Dorothée
- Jean Ayme : Monsieur de Marsais
- Jean Fleury : le prince Joachim
- Laurent Morléas : de Bernhardt
- C. Farnet : Ribeyre
- Robert Guilbert : de Kessel
- Fernand Mailly : de Choisly
- Philippe Rolla : de Wendel
- Pierre de Canolle : un lieutenant allemand
- Albany Debriège : Natacha
- Jules de Spoly

## Accueil
- "Une œuvre d'imagination qui ne laisse aucune place à l'invraisemblable, un roman d'aventure traité en psychologie et dont l'action ne met en jeu que des passions vraiment humaines et n'utilise que des situations pour ainsi dire vécues" - Hebdo-Film
- "Avec la maîtrise qui lui est coutumière, Léonce Perret a splendidement animé les pages du roman avec un sens aigu de l'effet et une conception nette de la psychologie. Il a su faire vivre ses personnages dans des cadres étincelants. L'interprétation a servi admirablement l'adaptateur. Jaque-Catelain incarne le professeur Vignerte avec la nuance délicate qui imprègne son talent. Huguette Duflos donne au rôle d'Aurore toute l'ampleur de séduction qui convient…" - Jean Gallois, Le Matin, 16 novembre 1923
- "Kœnigsmark éclipse tout ce que l'on peut être amené à lui comparer dans l'ensemble de la production mondiale." - La Petite Gironde

## Récompense
- "Meilleur film de l'année 1923", décernée par le Jury des lecteurs de Cinéa-Ciné pour tous.

## Autour du film
- Léonce Perret devait réaliser une version parlante, mais il est mort avant le tournage, et c'est Maurice Tourneur qui réalisera donc Koenigsmark en 1935[1].